# Mastigia epitusalis
Mastigia epitusalis là một loài bướm đêm trong họ Noctuidae.